# Partit Comunista d'Irlanda
El Partit Comunista d'Irlanda (en anglès: Communist Party of Ireland, CPI; en gaèlic irlandès: Páirtí Cumannach na hÉireann) és un petit partit polític marxista d'Irlanda, fundat el 1933. Un partit anterior, el Partit Socialista d'Irlanda es va renomenar com a Partit Comunista d'Irlanda el 1921 i es va afiliar a la Internacional Comunista, però es va dissoldre el 1924. L'actual CPI va sorgir arran dels Grups de Treballadors Revolucionaris (Revolutionary Workers' Groups). En 1941 la secció del partit corresponent a la República d'Irlanda va suspendre les seues activitats, mentre que la del nord va continuar operant sota el nom de Partit Comunista d'Irlanda del Nord. El partit es va restablir al sud el 1948, amb el nom de Lliga dels Treballadors Irlandesos (Irish Workers' League), canviat a Partit dels Treballadors Irlandesos (Irish Workers' Party) el 1962. Finalment, el 1970, les seccions del nord i del sud es van trobar en el Partit Comunista d'Irlanda. Les joventuts del partit s'anomenen Moviment Juvenil Connolly, (en anglès: Connolly Youth Movement, en irlandès: Ógra Uí Chonghaile).

## Història
A la primera meitat del segle xx, els comunistes no van aconseguir massa suport, en bona part per l'hostilit comunista cap a la religió, en un moment en què la majoria de població del país era cristià practicant. Les accions que es van prendre contra els religiosos a la Guerra Civil Espanyola van aprofundir en aquesta visió, mostrant-los com un moviment polític autoritari i foraster. Pel que fa al conflicte a l'Estat espanyol, nombrosos membres del Partit Comunista van acudir al front com a voluntaris, sofrint considerables pèrdues en acció vers el bàndol feixista.
Històricament, el partit s'ha enquadrat en l'ala del comunisme internacional inspirat en la Unió Soviètica. A mitjans de la dècada dels 80, el Departament d'Estat dels Estats Units va estimar que el CPI comptava amb un centenar d'afiliats, aproximadament. En eixos anys i durant la posterior dècada, el partit va experimentar un creixement.
A finals dels 60, alguns membres de l'IWP (sobretot Michael O'Riordan) hi van participar activament en les protestes pels problemes d'habitatge a Dublin (conegudes com a Dublin Housing Action Committee). La IWP va condemnar la invasió soviètica a Txecosolovàquia, encara que O'Riordan hi va estar en contra d'aquest posicionament. Al març de 1970, tot seguint la fusió entre el CPNI i l'IWP, el nou Partit Comunista d'Irlanda va publicar el manifest Per la Unitat i el Socialisme, tot advocant per l'elecció de governs d'esquerra a les parts de l'illa, i al remat, la creació d'una Irlanda Unida. Els comunistes també van criticar l'Acord Anglo-Irlandés, tot apuntant que "subratlla la partició i dona a Gran Bretanya una veu directa en els afers de la República".
El 1976 es va escindir el grupuscle eurocomunista Societat Marxista Irlandesa (Irish Marxist Society), la qual defensava el feminisme marxista. i s'oposava a la Teoria de les Dues Nacions, la qual propugnava que els protestants de l'Ulster eren una nació diferenciada de la resta d'irlandesos. Molts membres de la Societat Marxista van acabar militant al Partit Laborista.
Als anys 80, arran de la dissolució de la Unió Soviètica, el Partit va començar a declinar i perdre membres, a la vegada que creixia el Partit dels Treballadors d'Irlanda (Workers' Party of Ireland).
Actualment, el CPI manté posicions crítiques contra el sistema capitalista i defensa la construcció del socialisme. S'oposa al neoliberalisme i a la Unió Europea. A nivell internacional, manté bones relacions amb altres partits d'esquerres i dona suport als governs de Cuba i de Veneçuela.

## El partit
El secretari general del Partit Comunista d'Irlanda és Eugene McCartan. La secció de Belfast publica un setmanari, Unity, mentre que en el cas de Dublin és un mensual, Socialist Voice. També hi ha altres seccions a Cork, Galway i Mid-Ulster. També hi gestionen una llibreria a Dublín, Connolly Books, que hi té el suport de l'organització Connolly Youth Movement; tant l'associació com la llibreria reben el nom en record del socialista irlandés James Connolly.
Tot i ser una formació registrada, el CPI no sol tindre candidats a les eleccions, i mai no ha tingut èxit electoral. Però, compta una influència destacable en els moviments sindicals.
Els comunistes irlandesos solen prendre part de campanyes com ara el "No" al referèndum del Tractat de Lisboa o per una consulta popular sobre el pla de rescat a la banca. També hi donen suport al moviment antibel·licista, dins de l'Aliança de la Pau i la Neutralitat.

## Secretaris generals
- 1970–1983: Michael O'Riordan
- 1983–2002: James Stewart
- 2002–: Eugene McCartan